# Youngstown Ohio Works

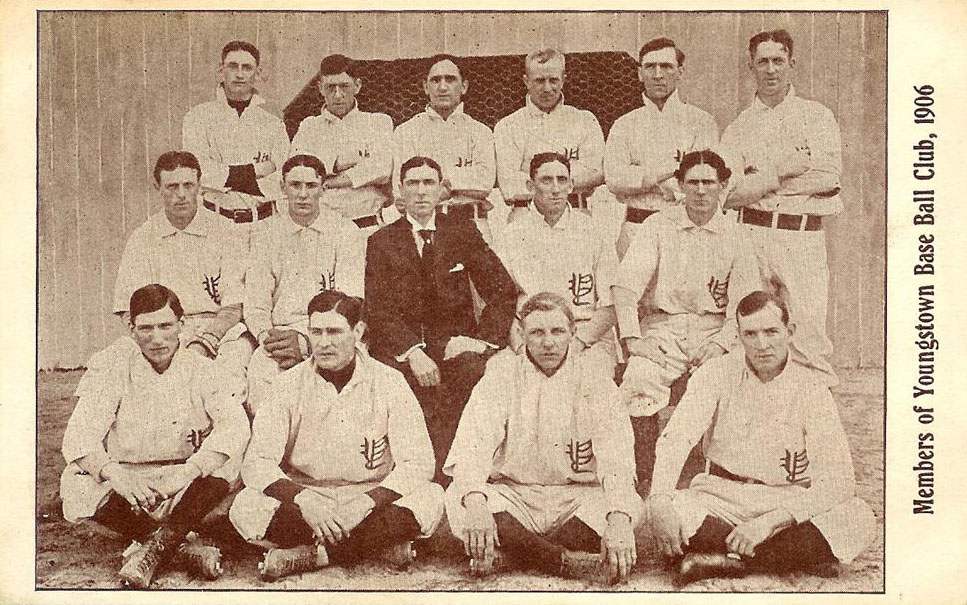
Youngstown, Ohio Works (1906), com o arremeçador Roy Castleton sentado na segunda fileira, o segundo da esquerda para direira

O Youngstown, Ohio Works foi um clube de beisebol da minor league club, que ficou conhecido por ser o campeão da Ohio–Pensilvânia League em 1905, além de ser o clube responsável por dar início à carreira profissional de Roy Castleton como arremessador um ano mais tarde. Foi também um centro de treinamento para multiplos jogadores e funcionários, que mais tarde estabeleceriam suas carreiras na Major League Baseball. Como equipe, mostrou-se um formidável concorrente regional chegando a vencer, também o campeonato de 1906.
Durante o seu breve período de atividade, o Ohio enfrentou diversos desafios inerentes à Ohio–Pensilvânia League, incluindo o fraco apoio financeiro às equipes. Depois de litígio financeiro, a diretoria resolveu vender o clube para um grupo de investidores poucos meses antes do início da temporada de 1907.